# Адгербал (царь)
Адгербал (лат. Adherbal; убит в 112 году до н. э., Цирта, Нумидия) — царь Нумидии, сын Миципсы.
В 117 году до н. э. Адгербал после убийства своего брата Гиемпсала Югуртой искал защиты у римского сената. Сенат разделил царство между обоими претендентами, причём Адгербалу досталась более пустынная восточная часть.
Уже в следующем году Югурта напал на Адгербала, разбил его войско и осадил его столицу Цирту. По просьбе Адгербала сенат отправил туда посольство, которое от обоих противников потребовало прекращения войны.
Однако в 112 году до н. э. Югурта, не обратив на этот приказ никакого внимания, продолжил осаду Цирты, принудил Адгербала к сдаче, убил его и всех жителей города, захваченных в плен с оружием в руках.